# Джефферсон Тауншип (округ Дофін, Пенсільванія)
Джефферсон Тауншип (англ. Jefferson Township) — селище (англ. township) в США, в окрузі Дофін штату Пенсільванія. Населення — 360 осіб (2020).

## Демографія
Згідно з переписом 2010 року, у селищі мешкали 362 особи в 150 домогосподарствах у складі 102 родин. Було 190 помешкань
Расовий склад населення:
| - 98,9 % — білих - 0,6 % — корінних американців - 0,3 % — азіатів |

До двох чи більше рас належало 0,3 %. Частка іспаномовних становила 0,3 % від усіх жителів.
За віковим діапазоном населення розподілялося таким чином: 18,2 % — особи молодші 18 років, 65,8 % — особи у віці 18—64 років, 16,0 % — особи у віці 65 років та старші. Медіана віку мешканця становила 48,0 року. На 100 осіб жіночої статі у селищі припадало 100,0 чоловіків;  на 100 жінок у віці від 18 років та старших — 101,4 чоловіків також старших 18 років.
Середній дохід на одне домашнє господарство  становив 73 016 доларів США (медіана — 54 000), а середній дохід на одну сім'ю — 81 947 доларів (медіана — 80 000). За межею бідності перебувало 12,5 % осіб, у тому числі 29,3 % дітей у віці до 18 років та 1,8 % осіб у віці 65 років та старших.
Цивільне працевлаштоване населення становило 142 особи. Основні галузі зайнятості: виробництво — 21,1 %, освіта, охорона здоров'я та соціальна допомога — 17,6 %, роздрібна торгівля — 9,9 %, науковці, спеціалісти, менеджери — 7,7 %.